# Рьохей Учіда

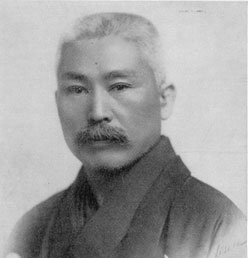
Рьохей Учіда. Не пізніше 1935

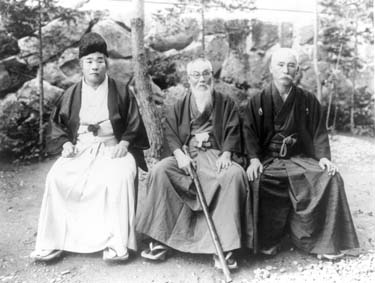
Праворуч Рьохей Учіда, по центру — Тояма Міцуру

Рьохей Учіда (яп. 内田 良平, 11 лютого 1873 — 26 липня 1937) — японський ультранаціоналіст, політичний теоретик, прихильник паназійства, і майстер бойових мистецтв, діяв у довоєнній Японській імперії.  

## Біографія
Рьохей Учіда народився на території Японської імперії в префектурі Фукуока. Він був сином синтоїстського практикуючого Мусо-рю Учіди Рьогоро і з раннього дитинства він цікавився багатьма різними формами японських традиційних бойових мистецтв, включаючи кюдо, кендо, дзюдо та сумо.
У 1895 навчався в університеті Тойого, де вивчав російську мову, а в 1897 здійснив подорож до Сибіру, яка на той час перебував під окупацією Російської імперії.
В молоді роки приєднався до японської націоналістичної групи Генйоша і незабаром став провідним учнем її засновника та лідера Тоями Міцуру. Група (організація) Генйоша, активно збирала кошти та агітувала за більш агресивну зовнішню політику Японської імперії стосовно до азійського континенту. Коли в 1894 на території Кореї почалося повстання Донгак, Рьохей Учіда відправився до Кореї, щоб допомогти повстанцям.
Після повернення до Японської імперії в 1901 заснував Товариство Чорного Дракона, ультранаціоналістичну групу (організацію), яка виступала за сильну зовнішню політику стосовно Російської імперії, та японський експансіонізм стосовно Кореї та Маньчжурії. У 1903 році Рьохей Учіда приєднався до Tairo Doshikai, політичної групи, яка виступала за війну проти Російської імперії.

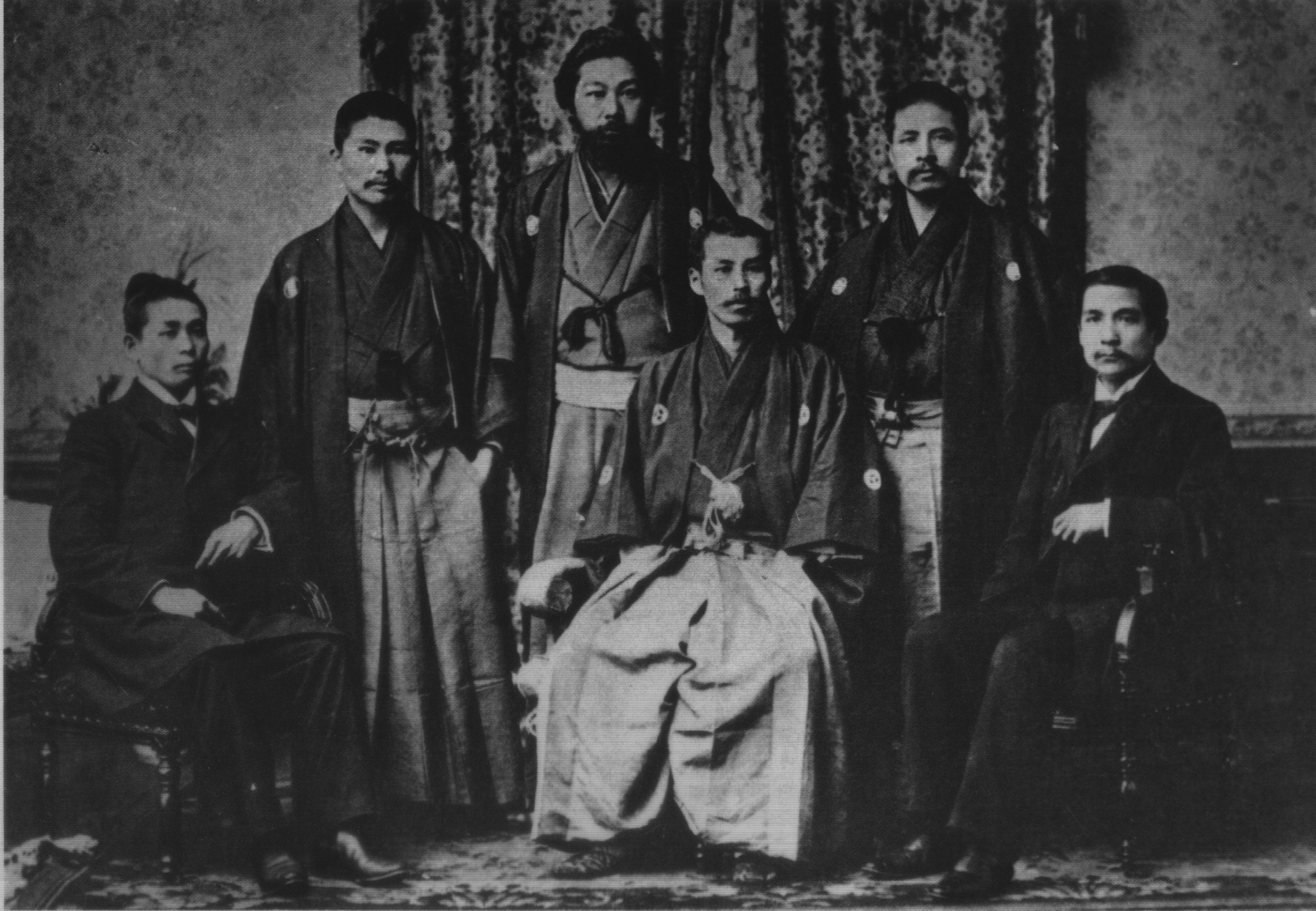
В другому ряду, крайній зліва Рьохей Учіда, в першому ряду крайній з права сидить Сунь Ятсен. Японія 1900

Після успішного завершення російсько-японської війни, Рьохей Учіда звернув свою увагу на підтримку анексії (окупації) Корейської імперії. Він був одним зі спонсорів про японської політичної партії Ілджінхо в Кореї в 1907.
Протягом 1920-х і 1930-х активно атакував лібералізм у японському суспільстві та японській політиці.
У 1925 заарештований за підозрою в плануванні вбивства прем'єр-міністра Японської імперії пана Такаакі Като та імператора Японії імператора Тайсьо, але був визнаний невинним.                                                                                                           
Помер 26 липня 1937.